# Movilița, Vrancea
Movilița là một xã thuộc hạt Vrancea, România. Dân số thời điểm năm 2002 là 3926 người.